# Jean Fréchet
Jean Fréchet (Francia, 19 agosto 1944) è un chimico statunitense.
È professore di chimica organica dell'Università della California (Berkeley). Le sue aree di ricerca includono la sintesi organica e la chimica dei polimeri e delle macromolecole applicate alla nanotecnologia.

## Biografia
Nasce in Francia nel 1944 e a 23 anni ottiene il diploma di ingegnere chimico nell'attuale CPE (Institut de Chimie et Physique Industrielles) di Lione. Si trasferisce in seguito negli Stati Uniti, ottenendo nel 1969 un master e nel 1971 il dottorato in chimica organica e chimica dei polimeri nella State University of New York, nella Syracuse University e nel College of Forestry.
Nel 1973 ottiene un posto nell'Università di Ottawa (Canada) come assistente, cinque anni dopo diventa professore associato e infine nel 1982 diviene professore. Nel 1987 torna negli Stati Uniti dove prende il posto di IBM professor of chemistry nell'Università di Cornell e dove rimarrà fino al 1997 quando diventa professore nell'Università della California (Berkeley).

## Riconoscimenti
- 1983: IUPAC Canadian National Committee Award
- 1986: Polymer Society of Japan Lecture Award e Doolittle Award in Polymer Materials Science & Engineering
- 1987: IBM Professor of Polymer Chemistry
- 1994: Cooperative Research Award in Polymer Science
- 1996: ACS Award in Polymer Chemistry
- 1999: Kosar Memorial Award
- 2000: Elettro membro di US National Academy of Science, American Association for the Advancement of Science, PMSE Division of the American Chemical Society, US National Academy of Engineering, American Academy of Art and Science
- 2001: A.C. Cope Scholar Award e Salute to Excellence Award
- 2002: Dottorato Honoris Causa presso l'Università di Lione
- 2005: Esselen Award for Chemistry in the Service of the Public
- 2007: Arthur C. Cope Award
- 2009: Dottorato Honoris Causa presso l'Università di Liverpool